# Jack Lang

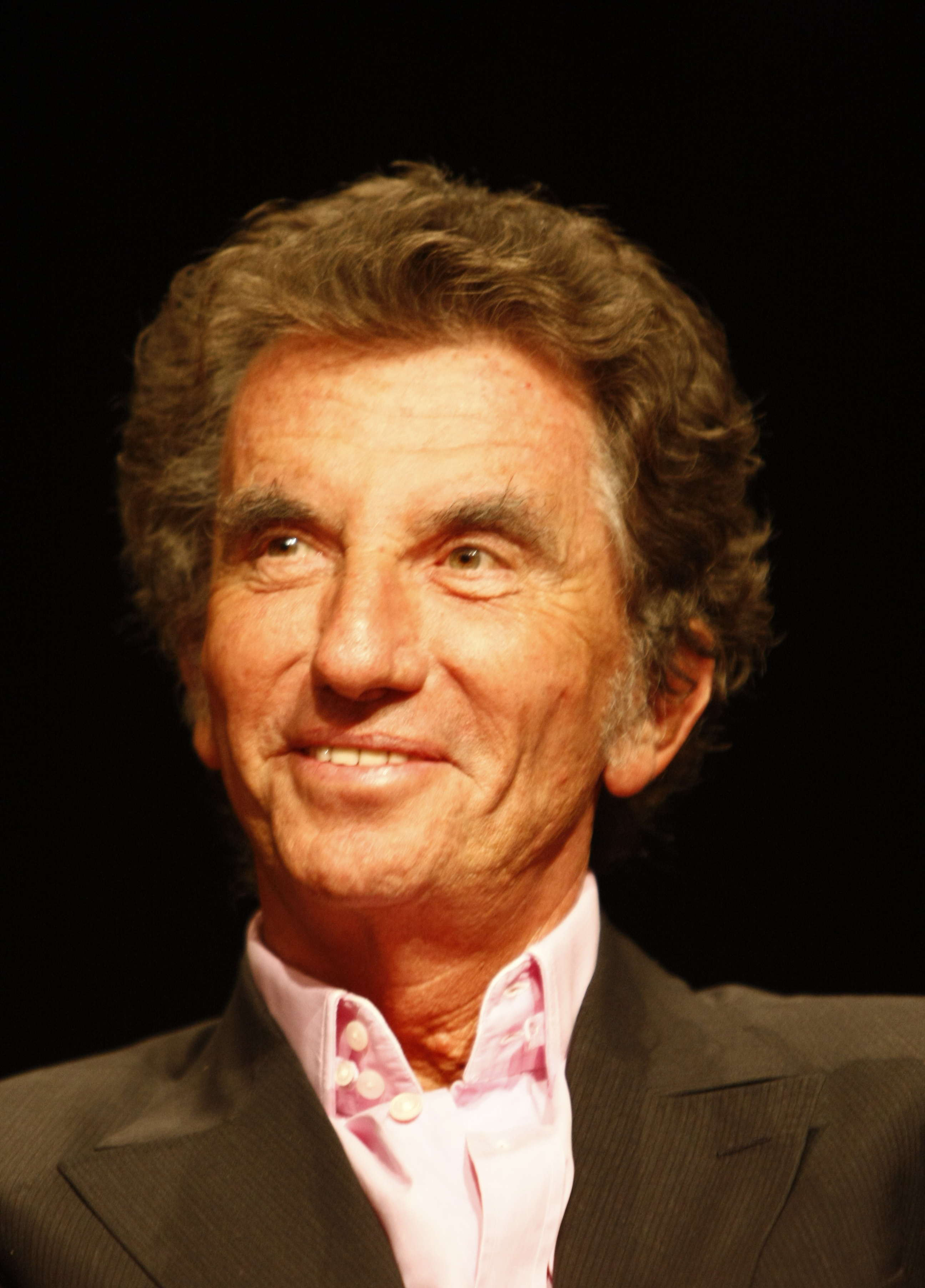
Jack Lang (2008)

Jack Mathieu Émile Lang ([ʒak lɑ̃g]) (* 2. September 1939 in Mirecourt, Département Vosges) ist ein französischer Politiker. Er war Kultur- sowie Bildungsminister des Landes.

## Herkunft und Familie

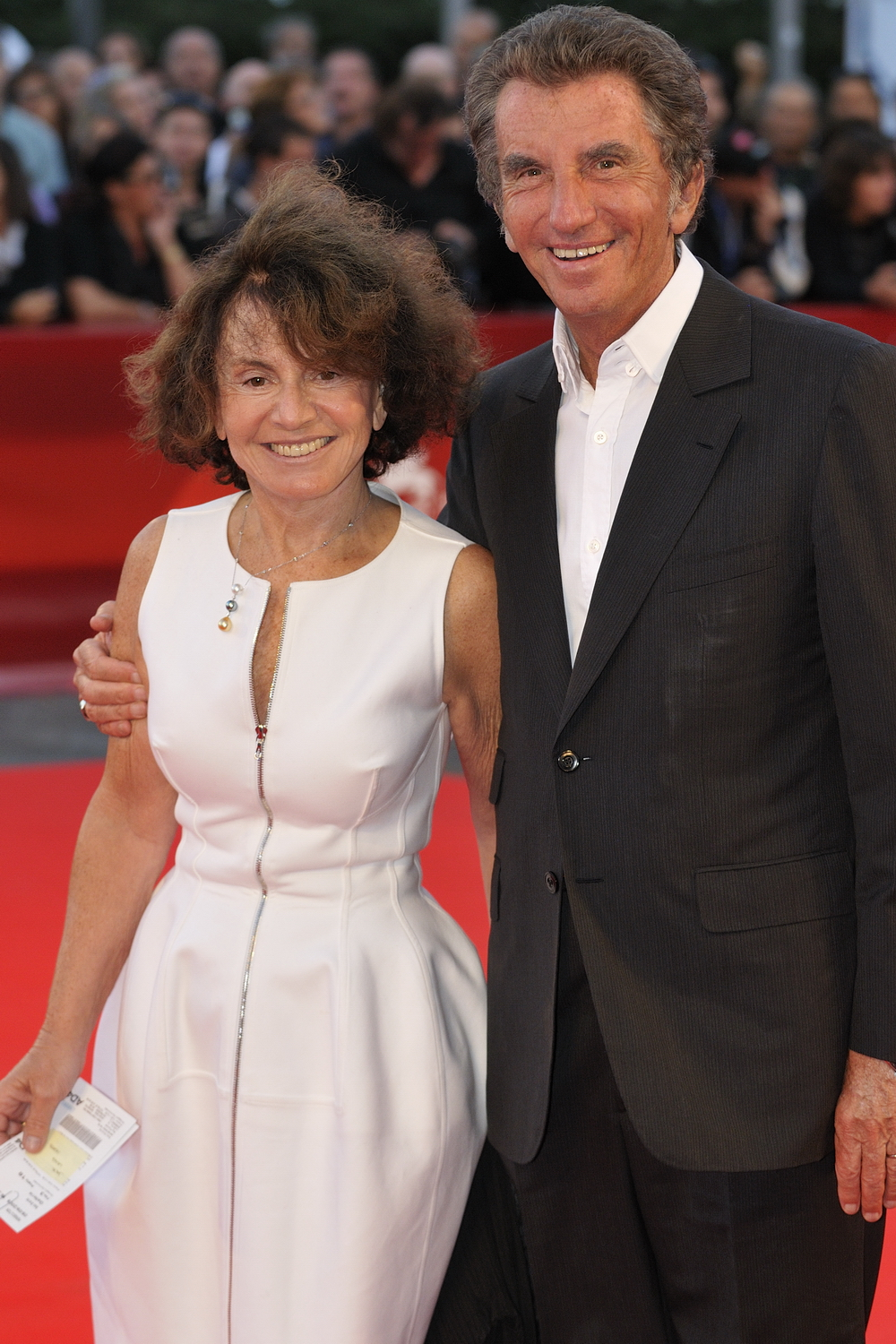
Monique und Jack Lang bei den Filmfestspielen von Venedig 2009

Lang entstammt einer wohlhabenden Familie mit drei weiteren Geschwistern. Seine Mutter war Katholikin, sein Vater, ein kaufmännischer Direktor, wie sein Großvater entstammten einer jüdischen Familie und waren Mitglieder einer Freimaurerloge. Im Zweiten Weltkrieg engagierte sich sein Vater in der Résistance.
Lang wuchs in Nancy auf, studierte am Institut d’études politiques de Paris («Sciences Po») Politikwissenschaft und Öffentliches Recht und erwarb den Doktorgrad in beiden Disziplinen.
Er heiratete 1961 die Sängerin und Schauspielerin Monique Buczynski. Ihre beiden Töchter, Caroline Lang (* 1961) und Valérie Lang (1966–2013), wurden ebenfalls Schauspielerinnen.

## Laufbahn

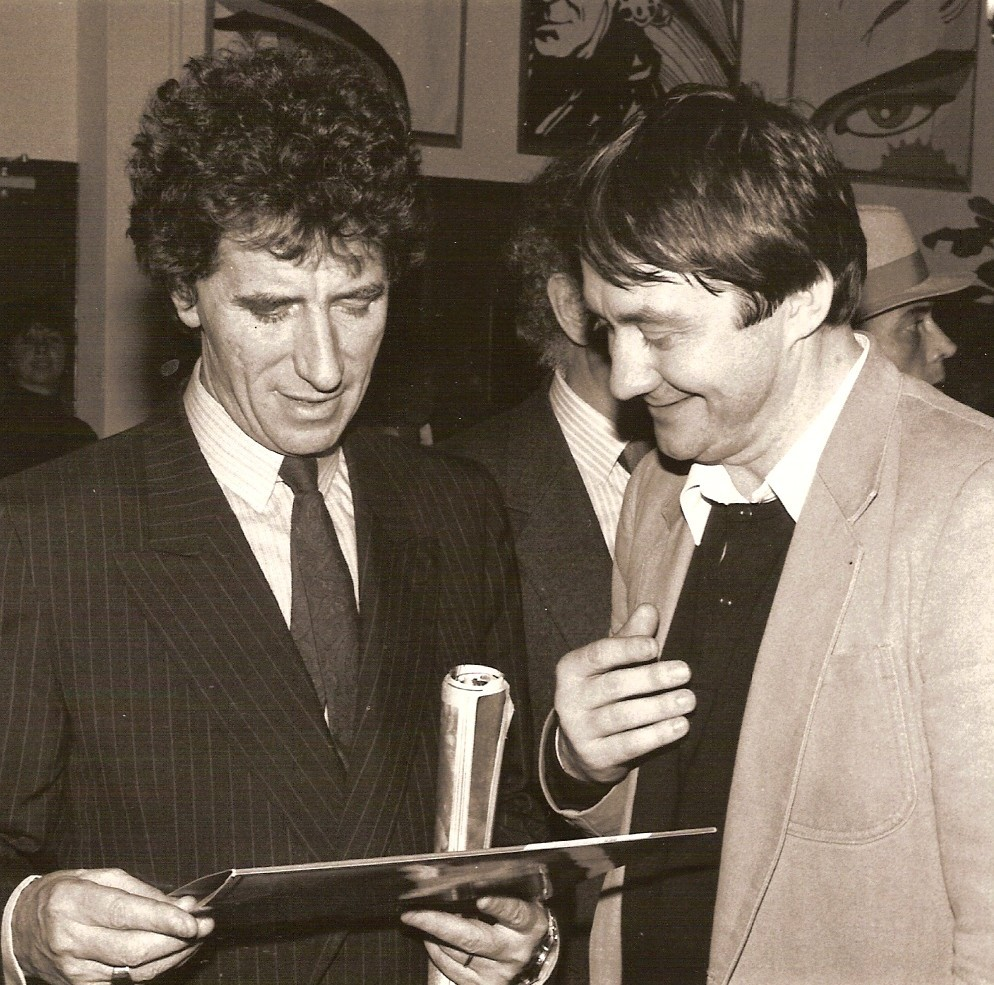
Kulturminister Lang (links) mit dem Sänger Alain Meilland beim Printemps de Bourges

Sein frühes Interesse für das Theater führte dazu, dass er von 1969 bis 1977 Leiter des Festivals von Nancy und von 1972 bis 1974 Intendant des Théâtre national de Chaillot in Paris wurde.
Von 1971 bis 1981 war er Professor für Internationales Recht an der Universität Nancy. Von 1986 bis 1988 und von 1993 bis 1997 war er Juraprofessor an der Universität Paris-Nanterre.
Auf politischem Gebiet war Lang früh Anhänger von Pierre Mendès France. Er engagierte sich Ende der 1960er Jahre bei der linkssozialistischen Parti socialiste unifié (PSU), bevor er 1974 Wahlkampf für François Mitterrand machte und 1977 Mitglied der Parti socialiste (PS) wurde. Innerhalb der Sozialistischen Partei übernahm er bald höhere Ämter, u. a. leitete er für die Partei den Europawahlkampf von 1979, war danach nationaler Delegierter der Partei für Kulturangelegenheiten, wirkte maßgeblich am Wahlsieg von Mitterrand bei der Präsidentschaftswahl 1981 mit und war von 1987 bis 1988 Parteisekretär für Kultur und Jugend.
1977 unterschrieb er wie etwa sechzig andere Intellektuelle einen Appell zur Entkriminalisierung der Pädophilie, der in den Zeitungen Libération und Le Monde erschien. Initiator des Appells war der Schriftsteller Gabriel Matzneff.

### Minister
Einer breiten Öffentlichkeit wurde Jacques Lang durch seine Ministerämter bekannt. 1981 wurde er im Kabinett von Premierminister Pierre Mauroy Kulturminister und hatte dieses Amt bis 1986 und nochmals von 1988 bis 1993 inne. In dieser Funktion rief er 1982 die Fête de la Musique ins Leben und begleitete die Ära François Mitterrand mit einer so umfassenden kulturellen Tätigkeit, wie sie vom Kulturministerium seit André Malraux in den 1960er Jahren nicht mehr ausgegangen war. 1984 rief er die Tage der offenen Türen in historischen Sehenswürdigkeiten (Journées Portes ouvertes dans les monuments historiques) ins Leben, die seitdem in vielen weiteren Ländern als European Heritage Days und in Deutschland als Tage des offenen Denkmals stattfinden.
Insbesondere hatte Lang Anteil an der architektonischen Gestaltung von Paris. Auf ihn geht die gläserne Pyramide am Louvre und der neue Triumphbogen, die Grande Arche in La Défense, zurück.
Im Rahmen der Dezentralisierung Frankreichs stieß er die Gründung zahlreicher Kulturhäuser in den Provinzen an.
Er sprach sich gegen die Dominanz der amerikanischen Kultur aus und setzte sich für die Stärkung der europäischen durch die Quotierung einheimischer und europäischer Filmproduktionen im Fernsehen ein.
Sein Engagement für die Rechte Homosexueller brachte ihm die Kritik konservativer und religiöser Kreise ein.
Im Kabinett Pierre Bérégovoy war er vom 3. April 1992 bis 29. März 1993 „Superminister“ für Bildung und Kultur im Rang eines Staatsministers, d. h. den Ministerkollegen übergeordnet.
1994 bis 1997 war er Mitglied des Europäischen Parlaments.
Im Zuge einer Regierungsumbildung des Kabinetts Jospin wurde er im März 2000 noch einmal Bildungsminister und blieb es bis zum Rücktritt der Regierung im Mai 2002.

### Weitere politische Ämter
Von 1989 bis 2001 war Lang Bürgermeister von Blois. Danach war er von 2002 bis 2012 Abgeordneter in der Nationalversammlung für den Wahlkreis 6 des Départements Pas-de-Calais.
Im Jahr 2010 ernannte ihn UN-Generalsekretär Ban Ki-moon zum UN-Sonderberater für den Kampf gegen die Piraterie im Seeverkehr.
2013 trat er an die Spitze des Institut du monde arabe. In der französischen Presse wurde ihm 2015 vorgehalten, er verteidige Saudi-Arabien und Katar gegen den Vorwurf, den islamistischen Terror zu unterstützen, weil diese Länder an der Finanzierung des Instituts beteiligt seien.

## Legalisierung der Pädophilie
1977 unterschrieb Lang einen Appell zur Entkriminalisierung der Pädophilie, der in den Zeitungen Libération und Le Monde erschien. Anlass war der Prozess gegen drei Männer, die wegen Unzucht mit zwölfjährigen Jungen und Mädchen strafrechtlich verurteilt wurden. Initiator des Appells war der Schriftsteller und führendes Mitglied der Pädophilenbewegung Gabriel Matzneff. Langs Unterstützung der „Pro-Pädophilen-Petition“ erregt auch posthum internationale Aufmerksamkeit und Kritik. Zu den Unterzeichnern des Schreibens zählten etwa sechzig prominente Vertreter des Kulturbetriebs, darunter Simone de Beauvoir, Jean-Paul Satre, Gilles Deleuze, Guy Hocquenghem, Louis Aragon, Roland Barthes sowie Philippe Sollers. Nach einer Studie von Gerhard Schreiber zur sexualisierten Gewalt zählen die Mitunterzeichner zu den Reihen der „Aktivisten und Unterstützer[] der Pädophilenbewegung“.

## Auszeichnungen
1991 erhielt er den Orden wider den tierischen Ernst des Aachener Karnevalvereins.

## Schriften
- La langue arabe, trésor de France. 2020 (Pressetext)

## Film
- 2009: Elektrokohle (Von Wegen). Dokumentation, Deutschland 2009, 91 Minuten, Buch und Regie: Uli M Schueppel
- 2011: Jack Lang – Kultur macht Politik. Schauspieler, Pädagoge, Minister. Dokumentation, Frankreich, 2011, 43 Minuten, Buch und Regie: Marie-Eve Chamard und Philippe Kieffer, Produktion: ARTE France, deutsche Erstausstrahlung: 19. Juni 2011, Inhaltsangabe.
- 2012: Und nebenbei das große Glück (Un bonheur n’arrive jamais seul)